# Saint-Germain-la-Blanche-Herbe
Saint-Germain-la-Blanche-Herbe è un comune francese di 2 463 abitanti situato nel dipartimento del Calvados nella regione della Normandia.

## Società

### Evoluzione demografica
Abitanti censiti